# تیم ملی فوتبال مالدیو
تیم ملی فوتبال مالدیو یکی از تیم‌های ملی فوتبال آسیا است.
این تیم هرگز به جام ملت های آسیا و جام جهانی راه نیافته است .

## جام جهانی
۱۹۳۰ تا ۱۹۸۶: شرکت نکرد
۱۹۹۰:راه نیافت
۱۹۹۴:شرکت نکرد
۱۹۹۸ تا ۲۰۰۶:راه نیافت
۲۰۰۶ تا ۲۰۱۸:راه نیافت